# The Pious Bird of Good Omen
Albums de Fleetwood Mac
English Rose
(1969) Then Play On
(1969)
The Pious Bird of Good Omen est la deuxième compilation du groupe britannique Fleetwood Mac sortie en 1969. Elle comprend les quatre premiers singles du groupe, deux titres enregistrés par le groupe en accompagnement d'Eddie Boyd, et deux titres tirés de l'album Mr. Wonderful, paru l'année précédente.
The Pious Bird of Good Omen n'est sorti qu'en Europe. Une compilation plus ou moins équivalente, English Rose, est parue aux États-Unis la même année.

## Titres

### Face 1
1. Need Your Love So Bad (en) (Mertis John Jr.) – 3:57
2. Coming Home (Elmore James) – 2:42
3. Rambling Pony (Peter Green) – 2:44
4. The Big Boat (Eddie Boyd) – 2:40
5. I Believe My Time Ain't Long (Jeremy Spencer) – 2:58
6. The Sun Is Shining (James) – 3:14

### Face 2
1. Albatross (Green) – 3:14
2. Black Magic Woman (Green) – 2:50
3. Just the Blues (Boyd) – 5:41
4. Jigsaw Puzzle Blues (Danny Kirwan) – 1:38
5. Looking for Somebody (Green) – 2:54
6. Stop Messin' Round (Green, Clifford Adams) – 2:19

Les titres 4 et 9 sont crédités à « Eddie Boyd avec Fleetwood Mac ».

### Titres bonus
L'album a été réédité en 2004 avec deux titres bonus :
1. Shake Your Moneymaker (en) (Elmore James) - 2:54
2. Love That Burns (Green, Adams) - 5:02

## Personnel
- Peter Green : chant, guitare, harmonica
- Jeremy Spencer : chant, guitare slide
- Danny Kirwan : chant, guitare électrique (7, 10)
- John McVie : basse
- Mick Fleetwood : batterie

## Musicien invité
- Eddie Boyd : chant et piano (4, 9)